# Mortal Kombat: Deception
Mortal Kombat: Deception (gọi tắt là MKD, còn đối với phiên bản được phát hành tại Pháp nó còn có một tên gọi khác là Mortal Kombat: Mystification) là dòng thứ sáu trong loạt trò chơi điện tử đối kháng hay nhất của Mỹ có tên gọi là Mortal Kombat được sản xuất từ những năm 1992 đến năm 2002.

## Giới thiệu về trò chơi
- Đây là một cuộc cách mạng cho làng game đối kháng khi mà dòng game MK thực sự phát triển, hệ thống và tập trung vào vấn đề Style này một cách rõ ràng! Mỗi nhân vật có 3 Style cơ bản: 2 cho tay không và 1 cho vũ khí (có nhân vật chỉ có 2 Style). Mỗi Style có 1 hệ thống võ công riêng gồm đòn đơn và đòn liên hoàn (combo), cái hay của Deception ở chỗ là người ta ngoài việc dùng combo cơ bản từng Style thì có thể sử dụng dạng "style- branching combo" nối nhiều Style lại với nhau tạo ra một đòn thế vô song! Yếu tố để tạo ra dạng combo này ở vấn đề thao tác thật nhanh, tuy nhiên nếu có bị dính phải những combo dạng này thì Deception vẫn tạo sự công bằng khi đưa vào hệ thống "Combo Breaker", phản đòn ngay khi đang bị tấn công nếu kịp thời! Deception có 1 tuyến nhân vật thực sự đa dạng với 24 cao thủ cho 6 thế giới (12 mặc định và 12 là ẩn). Mỗi nhân vật lại có độ khó khi sử dụng (có mức đánh giá) tương ứng với sức mạnh. Một số là cơ bản như Scorpion, Sub Zero, Bo' Rai Cho, một số thì phức tạp nhưng cực mạnh như Hotaru, Raiden và Liu Kang (nhân vật ẩn). Trên bản Gamecube, người ta có thể sử dụng thêm 2 nhân vật: Goro và Shao Kahn.
- Các tuyệt chiêu Fatality kết liễu đối phương là đặc trưng của dòng MK. Lần này, Deception mang tới những 2 Fatality và 1 Harakiri - chiêu tự sát cho mỗi nhân vật! Đa dạng và thực sự tàn khốc đúng nghĩa "quyết tử". Khả năng thao tác các Fatality chủ yếu dựa vào: khoảng cách (từ gần - xa) ra đòn và tốc độ thao tác nhanh. Các đấu trường của Deception tương đối nhiều (khoảng 20 đấu trường) và gồm nhiều layer (lớp). Gặp vị trí thích hợp, người chơi có thể đánh văng đối thủ từ lớp này đến lớp khác. Các cạm bẫy (deathtrap) vẫn còn nguyên giá trị và sẽ là nhân tố tạo nên sự bất ngờ trong mỗi trận chiến.
- Đây là một mục chơi mới của Deception kể về hành trình gian khổ của Shujinko. Đây là một dạng fighting - RPG, được kết hợp bởi hai yếu tố này. Các hidden item (đồ ẩn) trong game như nhân vật, quần áo, đấu trường chủ yếu được tìm ở Konquest. Yếu tố fighting thể hiện ở việc bạn có thể thách đấu các cao thủ trong game để lấy tiền thường. Còn không thì game như 1 RPG cho phép bạn lang thang khắp 6 thế giới để làm nhiệm vụ phụ (side quest) hay tìm kiếm bí mật. Konquest cũng là nơi học võ công của một số nhân vật trong game và tìm các kĩ năng cho Shujinko.
- Đầu tiên là skin của hệ thống mode được làm mới rất dễ nhìn: xếp theo hàng dọc bên phải, bên trái phía trên là những animation giới thiệu cho từng chế độ chơi, phía dưới là 1 hình nhân vật ngẫu nhiên rất đẹp! Các mode của Deception bao gồm: Kombat- mục chơi chính gồm đấu võ đài, đối kháng, luyện tập; Chess Kombat -mini game đánh cờ; Puzzle Kombat -mini game xếp hình; MK Online - chế độ chơi online của Deception; The Krypt - nơi bạn sử dụng tiền và chìa khóa để unlock trong game theo dạng đào.. mộ; Kontent - nơi xem lại kết thúc hay phim ẩn của Deception và nhiều thứ thú vị; Profile: nơi buộc phải ghé vào nếu bạn muốn chơi Deception lâu dài để tạo 1 thư mục cá nhân; Game Options - chọn lựa về game.
- Đồ họa của Deception được sử dụng và phát triển từ engine của bản cũ Deadly Alliance nên rất đẹp. Các sàn đấu design rất bắt mắt, các vết thương của nhân vật sẽ không bị xóa đi khi chưa hết trận đấu, máu rơi ra cũng tương tự. Đổ bóng tốt, chuyển động tốt.
- Deception là một bản game tuyệt vời nhất của Midway khi mà giành được 2 giải Vàng và Bạc của Gamespot cho Game Đối Kháng hay nhất khi ra đời, giải "Best of Fighting Game 2004" trong Video Game Awards 2004 trên kênh truyền hình SpikeTV, được chấm 4.5/5 tại tạp chí GamePro, chấm 9.5/10 do tạp chí Game Informer.Thông tin chính xác từ nhiều website, (như XGP Gaming) Deception bán được hơn 20 triệu bản game trên toàn thế giới, thu về hơn 350 triệu USD (kỉ lục hiếm có trong làng game), được Midway chọn là game tiêu biểu cho hãng tại hội chợ E3 2004 !!

## Nội dung chính
Deception có cốt truyện xuyên suốt toàn dòng game MK. Rất lâu trước khi Liu Kang vô địch giải Mortal Kombat đầu tiên. Shujinko, một cao thủ của nhân giới đã bỏ cả đời đi tìm kiếm bí mật của những tấm Kamidogu. Bảo vật của 6 thế giới: Earthrealm, Netherrealm, Chaosrealm, Outworld, Orderrealm, Edenia theo lời của Damashi - 1 hồn ma kỳ bí. Sau khi thu thập đủ 6 mảnh, Shujinko mới phát hiện ra rằng vẫn còn một mảnh cuối cùng, đúng lúc đó vua rồng Onaga hiện ra với một bộ dạng hãi hùng. Damashi lộ chân tướng là một con ma do vua rồng tạo ra để lừa Shujinko. Quá sợ hãi trước Onaga bất tử, Shujinko chạy trốn về Earthrealm còn vua rồng xông tới cung điện của Shang Tsung mà thần sấm sét Raiden đang chiến đấu chống lại Shang Tsung và Quanchi. Cả ba đại cao thủ hợp sức lại nhưng bị vẫn bị tiêu diệt, Onaga hả hê với mảnh Kamidogu cuối cùng của Quanchi.

## Mortal Kombat: Unchained
Là một phiên bản được biên xoạn lại từ MK Deception và MK Armageddon, trong phiên bản này người chơi được hỗ trợ một giao diện đời cũ của dòng MK Deception nhưng lại mang hơi hướng phong cách một dòng MK Armageddon vì Mortal Kombat: Unchained này ra song song với phiên bản đời cuối. Gần giống với sự biên xoạn làm lại như những phiên bản kia, Mortal Kombat: Unchained xứng đáng là một phiên bản mở rộng của MK Deception khi chỉ cho thêm một nhân vật mới là Blaze. Số còn lại là những vật quen thuộc khác trên phiên bản cũ bao gồm Kenshi, Jade, Scorpion, Mileena, Goro, Kitana, Baraka, Sub-Zero, Havik, Sindel, Raiden, Li Mei, Kabal, Ermac, Blaze, Jax, Nightwolf, Bo'Rai Cho, Noob Saibot + Smoke, Tanya, Shujinko, Hotaru, Ashrah, Dairou, Shao Kahn, Frost, Kobra, Darrius, Kira, Liu Kang. Phần chơi được hỗ chợ tôi đa cho người chơi trên 22 sân đấu quen thuộc đã thấy trong bản Deception, những phần còn lại trong chế đôj chơi đơn của game bao gồm Đấu Cờ, Đấu Chí và mục chơi Xưng Bá nổi tiếng theo dạng RPG. Nói đến đồ họa của game, bạn sẽ không phải thất vọng khi nó được lấy hiệu ứng nền phông của bản Armageddon và kết hợp những tinh túy của bản Deception trên nền game 3D rất đẹp mắt. Trò chơi Mortal Kombat: Unchained có thể chơi đến hơn 15 ngày để hoàn tất, một con số đang nể khiến cho nhà sản xuất hà lòng. Trò chơi này được phát hành vào ngày 13/10/2006 và là tựa game rất đáng để chơi trên hệ máy PSP (gọi tắt cho tên gọi hệ máy console PlayStation Portable), với bạn người viết khuyên bạn chọn nó vào mục xưa tập game của Mortal Kombat.